# Forever Young (film, 2018)
Pour les articles homonymes, voir Forever Young.
Pour plus de détails, voir Fiche technique et Distribution.
Forever Young (無問西東, Wú wèn xī dōng) est un film dramatique chinois écrit et réalisé par Li Fangfang, sorti le 12 janvier 2018,. L'histoire du film se déroule sur quatre générations durant une période de près d'un siècle de l'histoire chinoise moderne depuis la Seconde Guerre mondiale.
Le film entre en production début 2012, et le tournage s'achève la même année. Il a lieu à Pékin, au Yunnan, au Gansu et au Guangdong,.
Il est premier du box-office chinois de 2018 lors de son premier week-end.

## Distribution
- Zhang Ziyi : Wang Minjia
- Huang Xiaoming : Chen Peng
- Chang Chen : Zhang Guoguo
- Wang Leehom : Shen Guangyao
- Chen Chusheng : Wu Jinglan
- Russell Wong : le général
- Paul Philip Clark : l'aviateur américain
- Han Tongsheng
- Yao Chen (en)
- Michelle Yim
- Jonathan Wu
- Zu Feng (en)
- Tie Zheng : Li Xiang
- Wu Jinyan : Lin Huiyin
- Huang Wei : Zhou Shulun

## Bande -son
- Wu Wen (无问) de Mao Buyi.
- Wu Wen Xi Dong (无问西东) de Faye Wong.

## Production
La production débute en 2011 et se termine en 2012, mais aucune nouvelle du film n'a ensuite filtrée. Le film est tourné à l'origine pour célébrer le 100e anniversaire de l'université Tsinghua en 2011, avec un budget de plus de 100 millions de yuan. Le film devait sortir fin 2014 mais sa sortie est reportée à janvier 2018.